# Luigi Carnera
| Odkryte planetoidy: 16     | Odkryte planetoidy: 16 |
| -------------------------- | ---------------------- |
| (466) Tisiphone1           | 17 stycznia 1901       |
| (469) Argentina            | 20 lutego 1901         |
| (470) Kilia                | 21 kwietnia 1901       |
| (472) Roma                 | 11 lipca 1901          |
| (476) Hedwig               | 7 sierpnia 1901        |
| (477) Italia               | 23 sierpnia 1901       |
| (478) Tergeste             | 21 września 1901       |
| (479) Caprera              | 12 listopada 1901      |
| (480) Hansa1               | 21 maja 1901           |
| (481) Emita                | 12 lutego 1902         |
| (485) Genua                | 7 maja 1902            |
| (486) Cremona              | 11 maja 1902           |
| (487) Venetia              | 9 lipca 1902           |
| (488) Kreusa1              | 26 czerwca 1902        |
| (489) Comacina             | 2 września 1902        |
| (808) Merxia               | 11 października 1901   |
| 1. wspólnie z Maxem Wolfem |                        |

Luigi Carnera (ur. 14 kwietnia 1875 w Trieście, zm. 30 lipca 1962 we Florencji) – włoski astronom.

## Życiorys
W początkach kariery pracował jako asystent Maxa Wolfa w Landessternwarte Heidelberg-Königstuhl w Heidelbergu, gdzie odkrywał planetoidy. Łącznie w latach 1901–1902 odkrył 16 planetoid – 13 samodzielnie oraz 3 wspólnie z Maxem Wolfem. Pracował w Niemczech, Włoszech i Argentynie.
Od 1919 roku był dyrektorem Obserwatorium astronomicznego w Trieście. W 1932 roku został dyrektorem Obserwatorium astronomicznego Capodimonte w Neapolu.
W uznaniu jego pracy jedną z planetoid nazwano (39653) Carnera